# Nádory ledvin

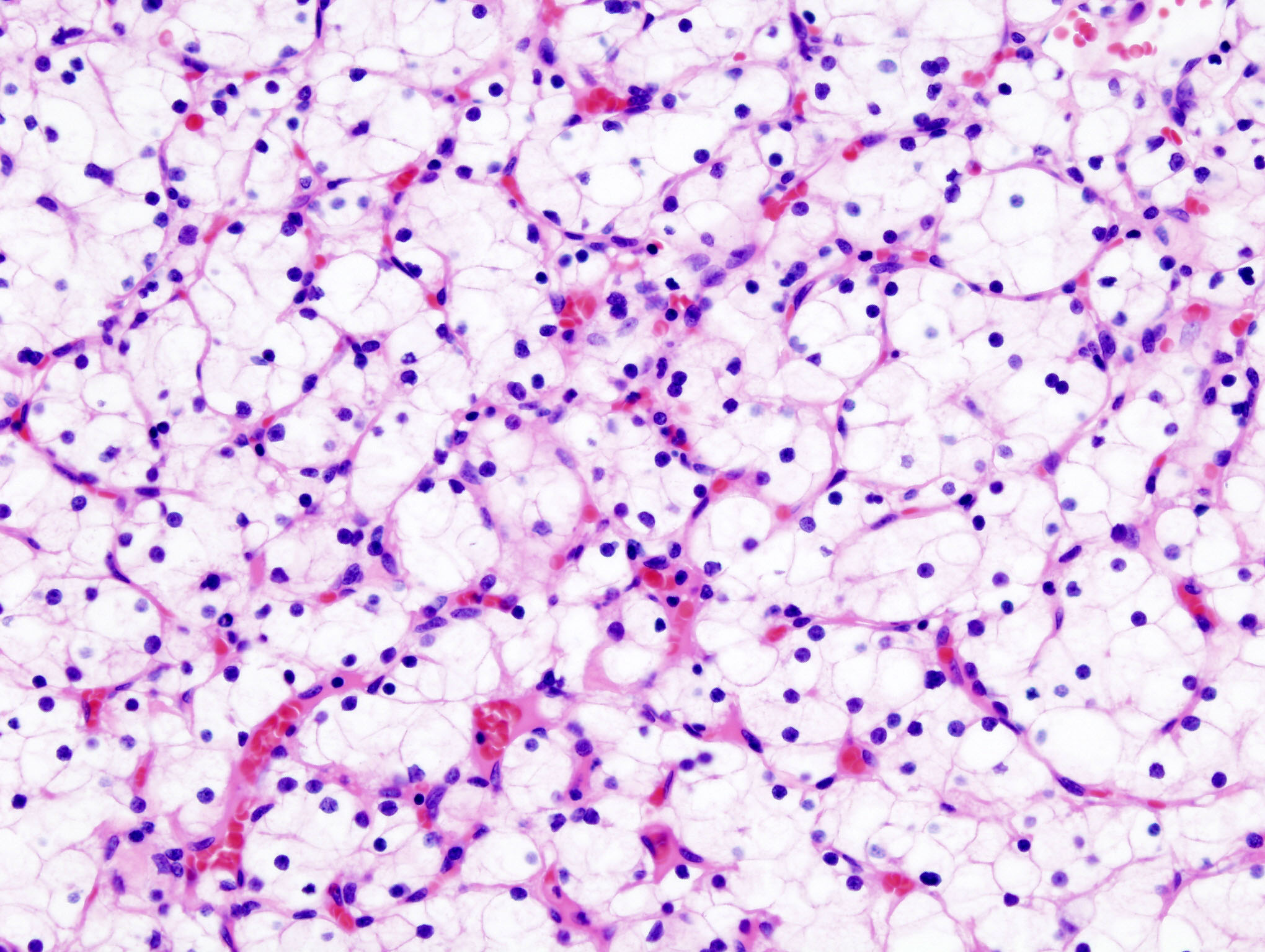
postižená tkáň ledviny

Nádory ledvin (renální tumory) jsou většinou tvořeny drobnými mesenchymovými nebo epitelovými nezhoubnými (benigními) nádory, které jsou diagnostikovány až během pitvy. Klinicky významné nádory jsou vzácnější. Zhoubné (maligní) nádory vyvolávají nádorová onemocnění - rakovinu ledvin. V dospělosti tvoří okolo 3 % všech zhoubných nádorů člověka. Incidence u mužů je ve vztahu k ženám asi dvojnásobná, nejvyššího výskytu dosahují nádory mezi 40-60 rokem života. Z hlediska etiopatogeneze je nejvýznamnějším faktorem vzniku nádorového procesu tabák (při kouření i žvýkání).

## Pseudonádorová poškození
Následující poškození ledvin mohou být zaměněna za nádorový proces:
- Xantogranulomatózní pyelonefritis (zánět pánvičky ledvinné)
- Liesengandovy prstence se vytvářejí v místech tkáňové odúmrti, cyst a ženských infekcí. Jsou to soustředné kruhové struktury tvořící se z charakteristických tělísek, na základě precipitačních zón. Svojí stavbou je lze přirovnat ke corpora amylacea v plicích.
- Adematoidní metaplazie Bowmannova pouzdra.
- Benigní epiteliální a neepiteliální inkluze v pararenálních uzlinách napodobující mikrometastázy ledvinových nádorů.
- Cystický urogenitální choristom ledviny.

Ostatní nádorovitá (tumoriformní) poškození ledvin:
- idiopatická retroperitoneální fibróza, primární myelolipom renálního sinusu, kalcifikace (zvápenatění) ledviny způsobené bilharziální infekcí, ektopický vaječník v ledvině, ektopická tkáň nadledvin, myxoidní degenerace renálních papil, renální sarkoidóza, subkapsulární (podobalový) hematom, hemangiom, inflamatorní pseudotumory aj.

## Dělení – heidelberská klasifikace
| Nezhoubné parenchymové nádory                | Zhoubné parenchymové nádory                              |
| Metanefrický adenom Metanefrický adenofibrom | Běžný, konvenční renální karcinom                        |
| Papilární renální adenom                     | Papilární renální karcinom                               |
| Renální onkocytom                            | Chromofóbní renální karcinom                             |
|                                              | Karcinom ze sběrných kanálků a medulární karcinom ledvin |
|                                              | Neklasifikovaný renální karcinom                         |

### Nezhoubné (benigní) parenchymové nádory
- Metanefrický adenom
- Metanefrický adenofibrom

Oba dva obsahují kanálkové součásti a kuboidální buňky, které jsou podobné zárodečné metanefrické tkáni.
- Papilární ledvinový adenom je typický trizomií na 7 a 17 chromozómu a ztrátou pohlavního Y chromozómu. Tyto nádory jsou objevovány především při pitvě.

- Renální onkocytom tvoří kolem 3-5 % všech ledvinných nádorů. V buňkách má velké množství eosinofilní cytoplazmy, která obsahuje mnoho mitochondrií.Geneticky je nádor charakterizován delecí (ztrátou) raménka na chromozomu 1p, 14q a ztrátou Y chromozomu nebo translokacemi ramének 11q13 mezi chromozomy. Není však výjimkou, že onkocytom obsahuje normální karyotypický nález.

### Zhoubné (maligní) parenchymové nádory
- Běžný (konvenční) renální karcinom zastupuje asi 75 % všech ledvinných nádorů. Tento název je používán v Heidelberské klasifikaci nádorů ledvin. Normálně je nazýván světlobuněčný renální karcinom. Specifická je pro tento typ nádoru ztráta 3p chromozómu, dále pak zdvojení 5q22 a ztráta krátkých ramének 6q, 9q, 14q a dlouhého 8p. Nádor roste buď solidně, trabekulárně, tubulárně nebo cysticky. V ložisku mohou být přítomny i papily.

- Papilární renální karcinom tvoří okolo 10 % nádorů ledvin. Mezi typická poškození patří trizómie na chromozomech 3q,7,8,12,16,17 a 20 a také ztráta Y chromozómu. Buňky nádoru jsou malé, neobjemné, některé však obsahují mnoho bazofilní či eozinofilní cytoplazmy. V jiné klasifikaci se tento nádor nazývá papilární chromofilní karcinom. Z názvu je zřejmé, že mají povětšinou papilární strukturu a často jsou při jejich nálezech přítomny i mnohočetné papilární renální adenomy.

- Chromofóbní renální karcinom se vyskytuje asi v 5 % procentech nádorů ledvin. V ledvinách představuje solidní ložiska, v nichž jsou přítomny buňky s eozinofilní či světlou cytoplazmou. Ta je barvena Haleho metodou pro identifikaci koloidního železa. Geneticky u něho nacházíme ztrátu heterozygotnosti na chromozomech 1,2,6,10,13,17 a 21 a hypoploidním obsahem DNA.

- Karcinom ze sběrných kanálků  (Collecting duct carcinoma) je zastoupen cca v 1 % všech ledvinných nádorů. Mikroskopicky lze v nálezu pozorovat nepravidelný systém kanálků, které sousedí s buňkami, které občas vypadají jako cvočky. Tento typ nádoru může být nerozeznatelný od dalšího druhu karcinomu ze sběrných kanálků, tzv. medulárního (dřenového) karcinomu ledvin, který má souvislost s anémií.

- Neklasifikovaný renální karcinom, do tohoto pojmu lze zařadit všechny ledvinné karcinomy, pokud jsou nezařaditelné z hlediska Heidelberské klasifikace. Celkově představují 3-5 % karcinomů ledvin.

- Sarkomatoidní renální karcinom se může vyprofilovat ze všech známých typů ledvinných karcinomů.

## Mimo Heidelberskou klasifikaci
- Nefroblastom (Wilmsův nádor, embryonální smíšený nádor ledviny) je spolu se sympatoblastomem nejčastějším nádorem ledvin u dětí, ale vyskytuje se vzácně i v dospělosti. Jeho původ je v renálním blastému, nejčastěji je solidní, ohraničený, kulovitého tvaru, vnitřně rozdělen vazivovými septy na laloky. Tkáň nádoru je bělavě šedá prostoupená ložisky nekrózy. Nejvyšší výskyt je u dětí do 3 let věku. Metastazuje nejvíce do plic, jater a kostí.

## Názvosloví
- Běžný (konvenční) renální karcinom je nesprávně nazýván Grawitzův maligní (adeno)karcinom.

## Diagnostika renálního karcinomu
Imunohistochemicky lze u většiny karcinomů ledvin nalézt v cytoplazmě buněk Tammův-Horsfallův protein. V krvi je zvýšená hladina jaterní alkalické fosfatázy, nepřímého bilirubinu a α2-globulinové frakce.

### Klinické příznaky
Krev v moči (hematurie), bolest v boku, břišní tuhost, jaterní symptomy (Stauferův syndrom, tj. zvětšení jater s jejich dysfunkcí), produkce biologicky aktivních látek (hormony etc.), systémová amyloidóza AA typu, poškození nervů.
Vzácností u renálních karcinomů je, že jsou nejčastějšími příjemci metastáz nádorů do jejich ledvinového ložiska.

### Metastázy renálního karcinomu
1) Blízké metastázy do: tukových těles okolo ledvin, regionálních uzlin, ledvinové žíly (skrze ní dolní dutou žílou až do pravé síně srdeční).
2) Vzdálené metastázy do: plic a kostry (pánev, stehenní kost aj.), někdy je obtížné odlišit metastázy od primárních nádorů v příslušném orgánu či tkáni.

## Nemoci, které mohou vést ke vzniku renálního karcinomu
- Von Hippelova-Lindauova nemoc
- Pozdní fáze renální nemoci (ESRN) a polycystické nemoci ledvin (PNL)
- Tuberózní skleróza